# Salutní moždíř

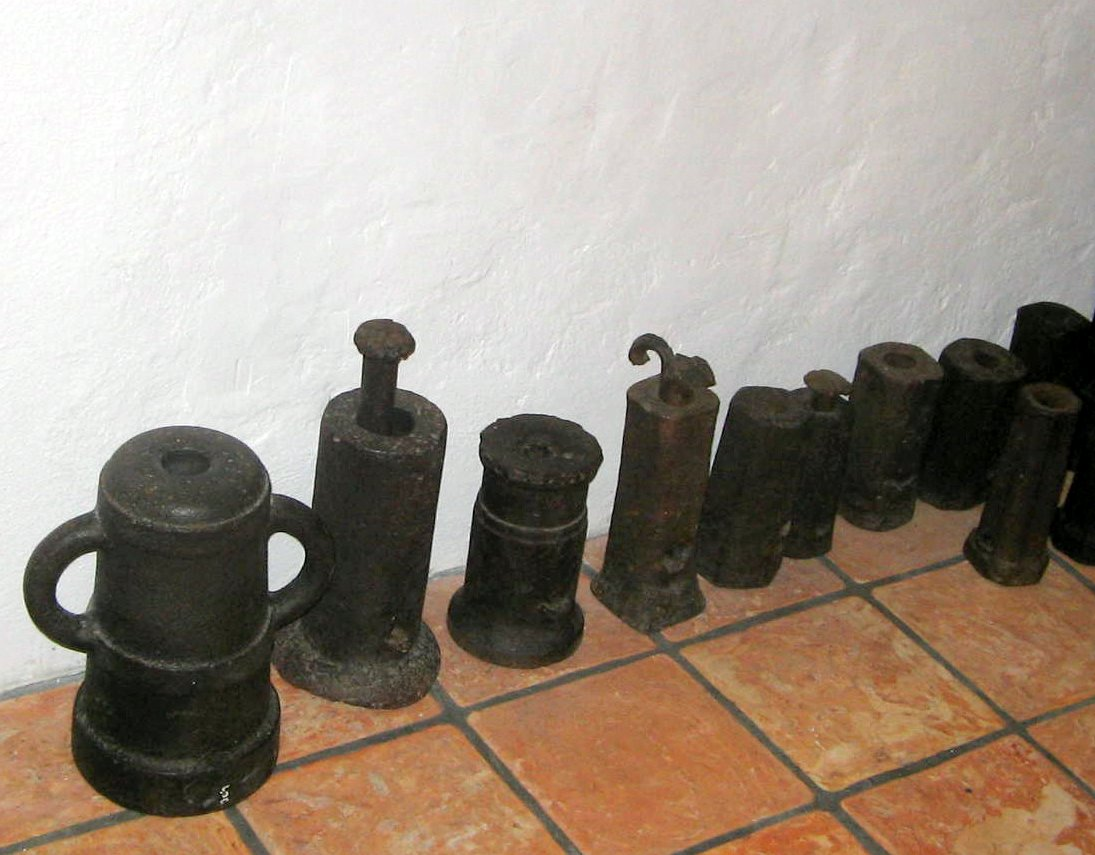
Slovinské salutní moždíře

Salutní moždíř, slavnostní moždíř nebo jen moždíř je zařízení imitující akustický efekt střelby, které se používalo (a lokálně ještě používá) při slavnostních příležitostech. Jde o kolmo k povrchu umístěnou krátkou kovovou (často litinovou) hlaveň, která může být připevněna k dřevěné podložce. Hlaveň se plní střelným prachem a ucpávkou (bez projektilu), zapaluje se otvorem u báze. Slavnostní moždíře dosahují ráže kolem 38-88 milimetrů, otvory jejich hlavní ale bývají nepravidelné a nepřesné, neboť nejsou využívány ke střelbě projektilů. Střelba z moždířů doprovázela nejčastěji významné církevní svátky a světské oslavy, proto byly obvyklou výbavou kostelních věží a zámků. Obliba klesala v průběhu 19. století, střelba z moždířů prakticky vymizela v době světových válek.